# Supercopa de Japón 2020
La Supercopa de Japón 2020, también conocida como Supercopa Fuji Xerox 2020 (en inglés: Fuji Xerox Super Cup 2020) por motivos de patrocinio, fue la 27.ª edición de este torneo.
Fue disputada entre Yokohama F. Marinos, como campeón de la J1 League 2019, y Vissel Kobe, como ganador de la Copa del Emperador 2019. El partido se jugó el 8 de febrero de 2020 en el Estadio Saitama 2002 de la ciudad de Saitama.

## Participantes
| Bandera de Prefectura de Kanagawa | Yokohama F. Marinos | Campeón de la J1 League (2019)          |
| Bandera de Prefectura de Hyōgo    | Vissel Kobe         | Campeón de la Copa del Emperador (2019) |

## Partido
| 8 de febrero de 2020, 13:35 (UTC+9) | Yokohama F. Marinos                                                          | 3:3 (1:2) (2:3 p.)         | Vissel Kobe                                                      | Estadio Saitama 2002, Saitama                               |                                                             |
|                                     | Marcos Júnior 36' · Ōgihara 54' · Erik 73'                                   | Reporte                    | Douglas 27' · Furuhashi 40' · Yamaguchi 69'                      | Asistencia: 51.397 espectadores Árbitro(s): Yoshirō Imamura | Asistencia: 51.397 espectadores Árbitro(s): Yoshirō Imamura |
|                                     |                                                                              | Tiros desde el punto penal |                                                                  |                                                             |                                                             |
|                                     | Thiago Martins · Ōgihara · Edigar Junio · Mizunuma · Matsubara · Wada · Endō |                            | Iniesta · Tanaka · Ogawa · Nishi · Ōsaki · Vermaelen · Yamaguchi |                                                             |                                                             |

### Detalles
| 1          | Guardameta     | Park Il-gyu          |     |
| 27         | Defensa        | Ken Matsubara        |     |
| 13         | Defensa        | Thiago Martins       |     |
| 44         | Defensa        | Shinnosuke Hatanaka  | 46' |
| 5          | Defensa        | Theerathon Bunmathan |     |
| 6          | Centrocampista | Takahiro Ōgihara     |     |
| 8          | Centrocampista | Takuya Kida          | 74' |
| 9          | Centrocampista | Marcos Júnior        | 88' |
| 23         | Delantero      | Teruhito Nakagawa    |     |
| 45         | Delantero      | Ado Onaiwu           | 46' |
| 17         | Delantero      | Erik                 | 74' |
| Entrenador | Entrenador     | Ange Postecoglou     |     |

| 18         | Guardameta     | Hiroki Iikura    |     |
| 22         | Defensa        | Daigo Nishi      |     |
| 33         | Defensa        | Dankler          |     |
| 25         | Defensa        | Leo Ōsaki        |     |
| 4          | Defensa        | Thomas Vermaelen |     |
| 24         | Defensa        | Gōtoku Sakai     |     |
| 5          | Centrocampista | Hotaru Yamaguchi |     |
| 6          | Centrocampista | Sergi Samper     | 85' |
| 8          | Centrocampista | Andrés Iniesta   |     |
| 11         | Delantero      | Kyōgo Furuhashi  | 85' |
| 49         | Delantero      | Douglas          | 64' |
| Entrenador | Entrenador     | Thorsten Fink    |     |

| 11 | Delantero      | Keita Endō    | 46' |
| 15 | Defensa        | Makito Itō    | 46' |
| 33 | Centrocampista | Takuya Wada   | 74' |
| 30 | Delantero      | Edigar Junio  | 74' |
| 18 | Centrocampista | Kōta Mizunuma | 88' |

| 21 | Delantero      | Jun'ya Tanaka | 64' |
| 13 | Delantero      | Keijirō Ogawa | 85' |
| 14 | Centrocampista | Takuya Yasui  | 85' |

| Anotado | 36' | Marcos Júnior    | 1-1 |
| Anotado | 54' | Takahiro Ōgihara | 2-2 |
| Anotado | 73' | Erik             | 3-3 |

| Anotado | 27' | Douglas          | 0-1 |
| Anotado | 40' | Kyōgo Furuhashi  | 1-2 |
| Anotado | 69' | Hotaru Yamaguchi | 2-3 |

| Thiago Martins   | Acierto de penal           | 1:0 |                           |                  |
|                  |                            | 1:1 | Acierto de penal          | Andrés Iniesta   |
| Takahiro Ōgihara | Acierto de penal           | 2:1 |                           |                  |
|                  |                            | 2:2 | Acierto de penal          | Jun'ya Tanaka    |
| Edigar Junio     | Fallo de penal (Atajado)   | 2:2 |                           |                  |
|                  |                            | 2:2 | Fallo de penal (Palo)     | Keijirō Ogawa    |
| Kōta Mizunuma    | Fallo de penal (Desviado)  | 2:2 |                           |                  |
|                  |                            | 2:2 | Fallo de penal (Atajado)  | Daigo Nishi      |
| Ken Matsubara    | Fallo de penal (Travesaño) | 2:2 |                           |                  |
|                  |                            | 2:2 | Fallo de penal (Desviado) | Leo Ōsaki        |
| Takuya Wada      | Fallo de penal (Palo)      | 2:2 |                           |                  |
|                  |                            | 2:2 | Fallo de penal (Desviado) | Thomas Vermaelen |
| Keita Endō       | Fallo de penal (Travesaño) | 2:2 |                           |                  |
|                  |                            | 2:3 | Acierto de penal          | Hotaru Yamaguchi |

| Amonestado | 62' | Takuya Kida |

| Amonestado | 53'   | Andrés Iniesta |
| Amonestado | 90+2' | Daigo Nishi    |

| Árbitro             | Yoshirō Imamura    |
| Árbitros asistentes | Naoya Okawa        |
| Árbitros asistentes | Masahiro Horikoshi |
| Cuarto árbitro      | Akihiko Ikeuchi    |
| VAR                 | Jumpei Iida        |
| AVAR                | Tōru Sagara        |

| 1          | Guardameta     | Park Il-gyu          |     |
| 27         | Defensa        | Ken Matsubara        |     |
| 13         | Defensa        | Thiago Martins       |     |
| 44         | Defensa        | Shinnosuke Hatanaka  | 46' |
| 5          | Defensa        | Theerathon Bunmathan |     |
| 6          | Centrocampista | Takahiro Ōgihara     |     |
| 8          | Centrocampista | Takuya Kida          | 74' |
| 9          | Centrocampista | Marcos Júnior        | 88' |
| 23         | Delantero      | Teruhito Nakagawa    |     |
| 45         | Delantero      | Ado Onaiwu           | 46' |
| 17         | Delantero      | Erik                 | 74' |
| Entrenador | Entrenador     | Ange Postecoglou     |     |

| 18         | Guardameta     | Hiroki Iikura    |     |
| 22         | Defensa        | Daigo Nishi      |     |
| 33         | Defensa        | Dankler          |     |
| 25         | Defensa        | Leo Ōsaki        |     |
| 4          | Defensa        | Thomas Vermaelen |     |
| 24         | Defensa        | Gōtoku Sakai     |     |
| 5          | Centrocampista | Hotaru Yamaguchi |     |
| 6          | Centrocampista | Sergi Samper     | 85' |
| 8          | Centrocampista | Andrés Iniesta   |     |
| 11         | Delantero      | Kyōgo Furuhashi  | 85' |
| 49         | Delantero      | Douglas          | 64' |
| Entrenador | Entrenador     | Thorsten Fink    |     |

| 11 | Delantero      | Keita Endō    | 46' |
| 15 | Defensa        | Makito Itō    | 46' |
| 33 | Centrocampista | Takuya Wada   | 74' |
| 30 | Delantero      | Edigar Junio  | 74' |
| 18 | Centrocampista | Kōta Mizunuma | 88' |

| 21 | Delantero      | Jun'ya Tanaka | 64' |
| 13 | Delantero      | Keijirō Ogawa | 85' |
| 14 | Centrocampista | Takuya Yasui  | 85' |

| Anotado | 36' | Marcos Júnior    | 1-1 |
| Anotado | 54' | Takahiro Ōgihara | 2-2 |
| Anotado | 73' | Erik             | 3-3 |

| Anotado | 27' | Douglas          | 0-1 |
| Anotado | 40' | Kyōgo Furuhashi  | 1-2 |
| Anotado | 69' | Hotaru Yamaguchi | 2-3 |

| Thiago Martins   | Acierto de penal           | 1:0 |                           |                  |
|                  |                            | 1:1 | Acierto de penal          | Andrés Iniesta   |
| Takahiro Ōgihara | Acierto de penal           | 2:1 |                           |                  |
|                  |                            | 2:2 | Acierto de penal          | Jun'ya Tanaka    |
| Edigar Junio     | Fallo de penal (Atajado)   | 2:2 |                           |                  |
|                  |                            | 2:2 | Fallo de penal (Palo)     | Keijirō Ogawa    |
| Kōta Mizunuma    | Fallo de penal (Desviado)  | 2:2 |                           |                  |
|                  |                            | 2:2 | Fallo de penal (Atajado)  | Daigo Nishi      |
| Ken Matsubara    | Fallo de penal (Travesaño) | 2:2 |                           |                  |
|                  |                            | 2:2 | Fallo de penal (Desviado) | Leo Ōsaki        |
| Takuya Wada      | Fallo de penal (Palo)      | 2:2 |                           |                  |
|                  |                            | 2:2 | Fallo de penal (Desviado) | Thomas Vermaelen |
| Keita Endō       | Fallo de penal (Travesaño) | 2:2 |                           |                  |
|                  |                            | 2:3 | Acierto de penal          | Hotaru Yamaguchi |

| Amonestado | 62' | Takuya Kida |

| Amonestado | 53'   | Andrés Iniesta |
| Amonestado | 90+2' | Daigo Nishi    |

| Árbitro             | Yoshirō Imamura    |
| Árbitros asistentes | Naoya Okawa        |
| Árbitros asistentes | Masahiro Horikoshi |
| Cuarto árbitro      | Akihiko Ikeuchi    |
| VAR                 | Jumpei Iida        |
| AVAR                | Tōru Sagara        |

| Estadísticas       | Yokohama F. Marinos | Vissel Kobe |
| ------------------ | ------------------- | ----------- |
| Tiros              | 14                  | 5           |
| Tiros al arco      | 6                   | 3           |
| Faltas             | 13                  | 14          |
| Tiros de esquina   | 7                   | 6           |
| Penales            | 0                   | 0           |
| Fueras de juego    | 1                   | 6           |
| Posesión del balón | 54%                 | 46%         |

|                                 |
| Bandera de Prefectura de Hyōgo  |
| Campeón Vissel Kobe 1.er título |